# Romy Medeiros da Fonseca
Romy Martins Medeiros da Fonseca (Rio de Janeiro, 30 de junho de 1921 — Rio de Janeiro, 22 de julho de 2013) foi uma advogada e feminista brasileira. Foi autora da revisão em 1962 da situação da mulher casada no Código Civil Brasileiro. Militou em várias organizações em defesa dos direitos das mulheres. Também foi a autora intelectual da lei do divórcio no Brasil, em 1977. A pedido do Congresso Federal, fez parte do Conferência Nacional da Mulher Brasileira.

## Biografia
Filha de José Gomes Leite da Fonseca e Climéria da Fonseca Martins, nasceu no Rio de Janeiro. Formou-se na Faculdade de Direito da Universidade Federal do Rio de Janeiro e especializou-se em direito da família. Foi conselheira do Conselho de Estado sobre os direitos da mulher, e líder da Ordem dos Advogados do Brasil (OAB). Também foi presidente da Conferência Nacional da Mulher Brasileira (CNMB), organização fundada pela sufragista Jeronima Mesquita.

A advogada feminista Orminda Bastos ajudou a elaborar uma nova proposta para a situação jurídica da mulher casada.

Em maio de 1949 participou com seu marido, o jurista e professor de direito Arnoldo Medeiros da Fonseca, no VII Congresso de Direitos Civis nos Estados Unidos onde deu uma palestra sobre a situação da mulher no Brasil. A preparação de sua palestra mudou sua perspectiva de vida, tomando consciência da precariedade da situação da mulher e particularmente da subalternidade das mulheres a seus maridos. O Código Civil vigente era o de 1916, que subordinava a cidadania das mulheres casadas sob a tutela do marido.
Ao retornar ao Brasil, solicitou um estudo à Câmara de Deputados sobre a situação da mulher casada no Código Civil brasileiro, no qual se baseou para elaborar junto com advogada e feminista Orminda Ribeiro Bastos (1899-1971), assessora jurídica da Federação Brasileira do Progresso Feminino e da equipe jurídica de Evaristo de Moraes, uma nova proposta.
Desde 1947 foi assessora presidencial formal e informal sobre temas da mulher.
Em 1951, Romy Medeiros da Fonseca e Orminda Ribeiro Bastos apresentaram ao Congresso Nacional um novo estatuto jurídico para a mulher casada, ampliando seus direitos, iniciando uma longa tramitação apesar de sua grande repercussão. A proposta foi apresentada através do senador Mozart Lago. Depois de uma década de bloqueio e pressão do movimento feminista, finalmente aprovou-se a modificação do Código Civil no dia 27 de agosto de 1962, sendo sancionado pelo Presidente João Goulart como a Lei nº 4.121 pondo fim à tutela dos maridos sobre suas esposas, e notadamente eliminando a necessidade de autorização do marido para que a esposa pudesse trabalhar fora de casa.
Depois desta vitória, Romy Medeiros da Fonseca continuou com a luta feminista. Fundou o Congresso Nacional de Mulheres Brasileiras e dedicou-se a organizar conferências no país e no estrangeiro. A partir dos anos 70 dedicou-se à defesa dos direitos sexuais e reprodutivos, luta que manteve até sua morte no Rio de Janeiro em julho de 2013.
Em 1972 organizou o Primeiro Congresso da Mulher, onde participantes nacionais e internacionais debateram o papel da mulher no desenvolvimento político. Foi delegada do Brasil perante a Comissão Interamericana de Mulheres, da Organização dos Estados Americanos. Como defensora incondicional dos direitos da mulher, promoveu durante muito tempo a integração das mulheres no serviço militar do país e foi instrumental na aprovação dos estatutos de divórcio do Brasil.
Publicou artigos e livros sobre temas da mulher, incluindo Justiça Social e Aborto (1982) e A Condição Feminina (1988.)

## Vida pessoal
Casou-se com o jurista e professor de direito de Arnoldo Medeiros da Fonseca, professor de Direito Civil com quem teve dois filhos.

## Reconhecimentos
A Escola de Magistratura do Estado do Rio de Janeiro (EMERJ) instituiu o Prémio Mulheres do Ano - Troféu Romy Medeiros que visa premiar mulheres que se destacaram em diferentes áreas de actuação.